# Mánafell
Mánafell är ett berg i republiken Island. Det ligger i regionen Västfjordarna, 240 km norr om huvudstaden Reykjavík. Toppen på Mánafell är 577 meter över havet, eller 96 meter över den omgivande terrängen. Bredden vid basen är 1,0 km.
Trakten runt Mánafell är nära nog obefolkad, med mindre än två invånare per kvadratkilometer. Det finns inga samhällen i närheten. Trakten runt Mánafell består i huvudsak av gräsmarker.